# 于姆-若克奈
于姆-若克奈（法語：Humes-Jorquenay，法語發音：[ym ʒɔʁkənɛ]）是法国上马恩省的一个市镇，属于朗格勒区。该市镇与1973年由原市镇于姆（Humes）和若克奈（Jorquenay）合并而成。

## 地理
于姆-若克奈（47°54'11"N, 5°18'8"E）面积15.64 平方千米，位于法国大東部大區上马恩省，该省份为法国东北部内陆省份，北起马恩省和默兹省，西接奥布省，西南接科多尔省，东南接上索恩省，东临孚日省。
与于姆-若克奈接壤的市镇（或旧市镇、城区）包括：博舍曼、尚皮尼莱朗格勒、沙努瓦、沙尔姆、朗格勒、罗朗蓬、圣谢尔格、圣马丹莱朗格勒。

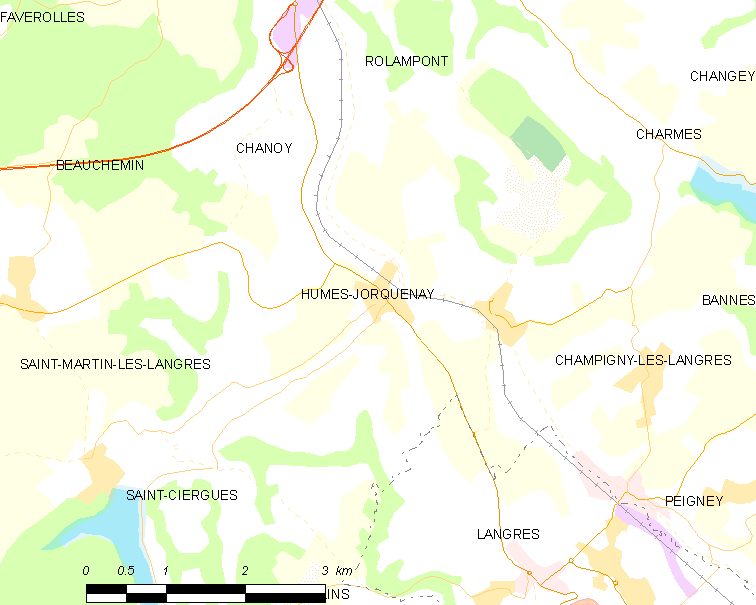
于姆-若克奈的OSM定位图

于姆-若克奈的时区为UTC+01:00、UTC+02:00（夏令时）。

## 行政
于姆-若克奈的邮政编码为52200，INSEE市镇编码为52246。

## 政治
于姆-若克奈所属的省级选区为朗格勒县。

## 人口

1962-2008年间于姆-若克奈人口变化图示

于姆-若克奈于2022年1月1日时的人口数量为592人。